# Albert Calmette
Léon Charles Albert Calmette (n. 12 iulie 1863, Nisa, Franța – d. 29 octombrie 1933, Paris, Franța) a fost medic, bacteriolog și imunolog francez. A descoperit vaccinul împotriva tuberculozei și primul antivenin împotriva veninului de șarpe.